# 田端良基
田端 良基（たばた よしき、1994年6月27日 - ）は、和歌山県和歌山市出身の元野球選手（内野手）、YouTuber。

## 経歴
高校時代は、大阪桐蔭高校で硬式野球部に所属。3年時には、4番を打ち、同学年の藤浪晋太郎、澤田圭佑、水本弦、一学年下の森友哉らとともに甲子園での春夏連覇を成し遂げている。選抜大会初戦では花巻東高校の大谷翔平から左翼席に本塁打を放ち、甲子園で唯一大谷から本塁打を打った打者となる。春夏合わせて甲子園大会では3本塁打を記録している。
高校卒業後は、同級生の水本や妻鹿聖らとともに東都大学野球連盟所属の亜細亜大学に進むも、3日で退部。
大学野球部の退部後は、大阪に戻り、水道関連会社や製鉄所で勤務。仕事の傍ら、京都の社会人野球チーム・日本新薬の練習に参加。2015年には、勤務していた会社を退職し、知人等の人脈を活かし、関西地方や東海地方の強豪社会人チームに練習生として参加し、高評価を得るもチームの編成上の都合により入部には至らなかった。
21歳時の2016年、福岡県北九州市の日本ウェルネススポーツ専門学校北九州校に学費免除で入学し、2年間野球部に所属。
専門学校卒業後は、再び大阪に戻り同級生とミナミにバーを開業し、オーダースーツ業も同時期に始める。コロナ禍により、バーは閉店し、オーダースーツ業も工場停止の憂き目に遭うが2020年には弟の拓海とYouTubeチャンネル「田端ブラザーズ」を始める。同チャンネルでは自身の野球経験や大阪桐蔭高校を始めとした野球強豪校の裏話等で人気を得て、チャンネル開設から2年で登録者数も2万人を超えている。
2024年7月9日に朝日放送テレビで放送された相席食堂に「大谷翔平から唯一HR打った男」として出演。

## 人物
- YouTubeチャンネルでも共演が多い弟の田端拓海も元野球選手。大阪偕星学園高校在学時には野球部主将も務め、3年時の2015年夏には第97回全国高等学校野球選手権大会に出場[4]。この拓海の甲子園出場によって、亜大野球部を退部後、野球から離れていた良基が再び野球に復帰するきっかけとなった[2]。
- 野球から離れた後に始めたオーダースーツ事業で成功しており、2018年12月2日放送のTBSテレビ・消えた天才では年商1億円の経営者として紹介されている[5]。

## 詳細情報

### テレビ出演
- 消えた天才（TBSテレビ） - 2018年12月2日
- 相席食堂（朝日放送テレビ） - 2024年7月9日

### CM
- 防災通信工業（千葉テレビ放送） - 2024年